# Луцій Корнелій Сулла (консул 5 року до н.е.)
Луцій Корнелій Сулла (лат. Lucius Cornelius Sulla; близько 50 до н. е. — після 5 до н. е.) — державний діяч часів падіння Римської республіки та початку Римської імперії, консул 5 року до н. е.

## Життєпис
Походив з патриціанського роду Корнеліїв Сулл. Син Публія Корнелія Сулли. Про молоді роки відомо замало. Завдяки підтримці батька і Гая Юлія Цезаря зумів зберегти своє становище, а майно, яке скуповував Публій Сулла у родин страчених помпеянців та під час проскрибцій Другого тріумвірату, забезпечило Луцію Сулли впевнене становище.
Надалі став союзником Октавіана Августа. Про хід кар'єри Луція Корнелія Сулли нічого невідомо. Ймовірно між 10 та 8 роками до н. е. обіймав посаду претора. У 5 році до н. е. разом з Октавіаном Августом став консулом, що свідчило про наближеність до імператора.